# Sensor taktylny
Sensor taktylny – czujnik dotykowy, zbierający informacje w swoim bezpośrednim otoczeniu.
Czujniki takie mogą zbierać informacje o:
- położeniu, kształcie i orientacji dotykanego obiektu
- wartości i kierunku siły w obszarze styku
- poślizgu
- przewodności cieplnej i temperaturze absolutnej dotykanego ciała
- teksturze i wilgotności powierzchni
- twardości

## Klasyfikacja

### Siłowe sensory taktylne

Schemat matrycy oporowej

- Matryca oporowa – stanowi dwie prostopadłe płaszczyzny równoległych elektrod oddzielonych od siebie piezorezystancyjnym materiałem. Punkt tablicy definiowany jest na przecięciu prostopadłych względem siebie elektrod[3].
- Magnetyczno-rezystancyjny sensor taktylny
- Sensor taktylny z warstwą piezoelektryczną
- Sensor taktylny wykorzystujący promieniowanie podczerwone

### Sensory taktylne przemieszczeniowe
- Sensor taktylny z warstwami przewodzącej gumy
- Pojemnościowy czujnik taktylny
- Optoelektroniczny czujnik taktylny
- Czujnik taktylny wykorzystujący moment dipolowy

## Zastosowanie
Sensory taktylne stosuje się w chwytakach robotów do zbierania informacji o manipulowanym obiekcie.